# Aucklandscharbe
Die Aucklandscharbe (Leucocarbo colensoi, Syn.: Phalacrocorax colensoi) ist eine Vogelart aus der Familie der Kormorane. Die schwarzweiße, schlank gebaute Art kommt ausschließlich auf den neuseeländischen Auckland Islands, einer subantarktischen Inselgruppe, vor. Die IUCN stuft die Auckland-Scharbe als gefährdet (vulnerable) ein und schätzt den Bestand auf 2000 geschlechtsreife Individuen.

## Erscheinungsbild
Die Aucklandscharbe erreicht eine Körperlänge von 63 Zentimeter, die Flügelspannweite beträgt 105 Zentimeter. Es besteht kein auffälliger Sexualdimorphismus, jedoch lassen sich die Geschlechter auf Grund ihrer unterschiedlichen Lautäußerungen und ihrem abweichenden Verhalten während der Balz unterscheiden.
Im Prachtkleid sind der Kopf und der hintere Hals schwarz mit einem bläulichen Schimmer. Die Kehle und der vordere Hals sind weiß, die Stirnfedern sind zu einer Federhaube verlängert und kräuseln sich nach vorne. Die Körperoberseite ist bläulich schwarz, die Steuerfedern sind schwarz. Die Körperunterseite ist weiß. Der Schnabel ist während der Balzzeit schwarzgrau, die Spitze des Unterschnabels ist orange. Der Augenring ist glänzend violett, die übrige unbefiederte Gesichtshaut ist dunkel violett bis matt rot. Der Kehlsack ist orangerot. Die Iris ist dunkel violett oder braun. Die Füße und Beine sind orange, die Fußsohlen dunkelgrau, die Klauen dagegen schwarz. Im Schlichtkleid fehlt die Federhaube, das schwarze Gefieder verblasst während der Fortpflanzungszeit zu einem bräunlichen Farbton. Der Schnabel ist dunkelbraun, der Augenring ist rosa bis blass violett. Jungvögel haben ein bräunliches Gefieder, dass grünlich glänzt. Die unbefiederte Gesichtshaut ist braun.
Die Aucklandscharbe kann nur mit wenigen anderen Kormoranarten verwechselt werden: Sowohl die Kräuselscharbe als auch der Gemeine Kormoran erreichen als Irrgäste gelegentlich die Auckland Islands. Beide haben längere Flügel und längere Steuerfedern. Die Füße dieser Arten sind anders als bei der Aucklandscharbe schwarz.
An Land bewegen sich Aucklandscharben geschickt. Typisch für sie ist die aufrechte Körperhaltung und ein Gang, bei dem sie ihre Füße auffallend hoch anheben. Aucklandscharben fliegen mit nach vorne gestrecktem Hals und Kopf, der Kopf befindet sich dabei unterhalb der Linie, die die Körperachse bildet.

## Verbreitung und Lebensraum
Die Auckland Islands liegen etwa 465 km südlich der Südinsel Neuseelands. Die Gesamtlandfläche der Inselgruppe beträgt 606 km², wovon 510 km² auf die Hauptinsel Auckland Island entfallen. Zweitgrößte Insel der Gruppe ist die südlich der Hauptinsel gelegene Adams Island, drittgrößte die nördlich der Hauptinsel gelegene Enderby Island und viertgrößte die westlich der Hauptinsel gelegene Disappointment Island. Brutkolonien der Aucklandscharbe befinden sich auf der Hauptinsel Auckland, Enderby und Adams Island sowie auf den beiden kleineren Inseln Rose und Ewing. Aucklandscharben suchen in den Gewässern rund um diese Inselgruppe nach Nahrung und entfernen sich dabei gewöhnlich nicht mehr als 24 Kilometer von der Küstenlinie.

## Lebensweise
Aucklandscharben fressen kleine Fische und Krustentiere. Die Lebensweise ist ansonsten nur sehr wenig untersucht. Sie nisten sowohl in kleinen Gruppen als auch großen Kolonien zwischen Grasbüscheln, auf Felsbändern und hohen Klippen. Sie bevorzugen Niststandorte, die auf Grund überhängender Felsen oder höherer Vegetation etwas Sichtschutz bieten. Dies schützt sowohl die Gelege als auch die Jungvögel vor Prädatoren wie Raubmöwen. An Standorten, wo sie zwischen Grasbüscheln brüten, geben sie den Koloniestandort auf, wenn die Vegetation auf Grund der Exkremente abstirbt. Das Nest wird überwiegend aus Gras gebaut, verbaut werden aber auch kleine Zweige, Seealgen, Moos sowie angespülter Müll. Das jeweilige Brutpaar verteidigt nur die unmittelbare Nestumgebung. Die Nester stehen etwa 75 Zentimeter auseinander.
Die Gelegegröße ist noch nicht abschließend untersucht, vermutlich bestehen Gelege aber aus durchschnittlich drei Eiern. Der Legeintervall beträgt 48 bis 96 Stunden. Beide Elternvögel brüten. Dabei brütet der männliche Elternvogel am Vormittag, das Weibchen kehrt in der Mitte des Tages zurück, das Männchen verlässt dann den Niststandort und kehrt in der Abenddämmerung zurück. Die Brutzeit beträgt zwischen 28 und 32 Tage. Frisch geschlüpfte Küken sind zunächst nackt und später mit grauen Dunen bedeckt. Nestlinge werden von beiden Elternvögel gefüttert.

## Gefährdung
Die letzten genauen Zählungen wurden 1988 und 1989 vorgenommen. Dabei wurden 11 Kolonien mit insgesamt 475 Nestern auf Enderby gezählt, eine Brutkolonie mit 62 Nestern auf Rose und 306 auf Ewing. Für die Auckland Island liegen keine Zählungen vor.
Auf der Auckland Island, der Hauptinsel der Inselgruppe, geht die größte Gefährdung für Aucklandscharben von verwilderten Hausschweinen aus, die jede Brutkolonie zerstören, die sie erreichen können. Als Folge davon befinden sich alle Brutkolonien auf der Auckland Island an unzugänglichen Stellen. Auf der Auckland Island stellen auch verwilderte Hauskatzen eine potentielle Gefahr für Aucklandscharben dar. Auf Rose und Enderby zertrampeln verwilderte Hausrinder die Nester, die Hausrinder haben außerdem eine Grasart vernichtet, die früher von Aucklandscharben am häufigsten in den Nestern verbaut wird.

## Belege

### Einzelbelege
1. 1 2 3 4  Factsheet auf BirdLife International
2. ↑  Higgins: Handbook of Australian. 1990, S. 885.
3. 1 2  Higgins: Handbook of Australian. 1990, S. 887.
4. ↑  Higgins: Handbook of Australian. 1990, S. 886.